# Ferdinand Berger (Kupferstecher)
Christian August Ferdinand Berger (* 10. Juli 1772 in Berlin; † 21. November 1849 ebenda) war ein deutscher Kupferstecher.

## Biografie
Ferdinand Berger war Sohn des Landbaumeisters Georg Christoph Berger und studierte von 1806 bis 1811 bei Daniel Berger an der Akademie der Künste in Berlin. 1812/13 besuchte er die Kupferstecherschule in Wien. Anschließend ließ er sich als reproduzierender Kupferstecher in Berlin nieder. Hier fertigte er insbesondere Kupferstiche nach Zeichnungen von Karl Friedrich Schinkel für die „Sammlung architektonischer Entwürfe“ an, die bei L. W. Wittich erschien. 1817 wurde Berger Zeichenlehrer an der Kunst- und Gewerkschule. Nach dem Tod von Carl Kuhbeil übernahm er 1823 die dritte Zeichenklasse an der Akademie und wechselte dort 1829 zur Klasse für Anatomisches Zeichnen. Von 1830 bis 1848 beschickte er wiederholt die Ausstellungen der Akademie.